# Art Neville
Art Neville, egentligt, fullständigt namn Arthur Lanon Neville Jr., född 17 december 1937 i New Orleans, Louisiana, död 22 juli 2019 i New Orleans, var en amerikansk sångare, låtskrivare och keyboardist. Neville började ge ut musik som soloartist under 1950-talet och utgav ett flertal singlar in på 1960-talet. Han var en av originalmedlemmarna i funkgruppen The Meters under åren 1965–1977, och blev sedan medlem i familjegruppen The Neville Brothers. Från 1989 och till och med 2018 spelade han åter tillsammans med The Meters, men nu under namnet The Funky Meters.